# Sopa Juliana
A sopa Juliana é uma sopa típica portuguesa, rica em vegetais. É considerada uma sopa muito completa, por compreender uma grande quantidade de vitaminas, sais minerais e fibras.
Segundo certos especialistas, é uma sopa indicada para pessoas com problemas de foro cardíaco. É também considerada boa para bebés e crianças pequenas.